# Адама Траоре (футболіст, 28 червня 1995)
Адама Траоре (фр. Adama Traoré, нар. 28 червня 1995, Бамако, Малі), також відомий як Адама Носс Траоре — малійський футболіст, півзахисник національної збірної Малі та клубу «Хатайспор» з Туреччини.

## Клубна кар'єра
У дорослому футболі дебютував 2013 року виступами за команду клубу «Бакаріджан», в якій провів один сезон, взявши участь у 3 матчах чемпіонату. 
Своєю грою за цю команду привернув увагу представників тренерського штабу клубу «Лілль», до складу якого приєднався 2014 року. Відіграв за дублерів клубу з Лілля наступний сезон своєї ігрової кар'єри. Протягом цього сезону на правах оренди виступав за бельгійський клуб «Мускрон-Перювельз».
До складу клубу «Монако» приєднався 2015 року. Після декількох років, Траоре почали орендувати до різних клубів.
У 2020 року перейшов до турецького «Хатайспору».

## Виступи за збірні
Протягом 2013–2014 років залучався до складу молодіжної збірної Малі. На молодіжному рівні зіграв у 11 офіційних матчах, забив 4 голи.
2015 року дебютував в офіційних матчах у складі національної збірної Малі.
У складі збірної був учасником Кубка африканських націй 2017 року у Габоні.